# Kanton Tuffé
Kanton Tuffé is een voormalig kanton van het Franse departement Sarthe. Kanton Tuffé maakte deel uit van het arrondissement Mamers en telde 6252 inwoners (1999). Het werd opgeheven bij decreet van 24 februari 2014 met uitwerking op 22 maart 2015. Alle gemeenten werden toegevoegd aan het kanton La Ferté-Bernard.

## Gemeenten
Het kanton Tuffé omvatte de volgende gemeenten:
- Beillé
- Boëssé-le-Sec
- Bouër
- Duneau
- La Bosse
- La Chapelle-Saint-Rémy
- Le Luart
- Prévelles
- Saint-Denis-des-Coudrais
- Saint-Hilaire-le-Lierru
- Sceaux-sur-Huisne
- Tuffé (hoofdplaats)
- Vouvray-sur-Huisne